# Felton Perry
Felton Perry (Chicago, Illinois, 11 september 1945) is een Afro-Amerikaans acteur. Hij is onder meer bekend als inspecteur Clarence McNeil uit de tv-serie Hooperman en speelde Early Smith, de partner van Clint Eastwood, in de tweede Dirty Harry-film Magnum Force.
Hij speelde Donald Johnson (directielid bij OCP) in zowel RoboCop, RoboCop 2 als RoboCop 3. Verdere filmrollen vertolkte hij onder meer in The Towering Inferno, Down and Out in Beverly Hills, Dumb and Dumber en Mean Dog Blues.
Ook speelde Perry vele gastrollen, waaronder in Ironside, Hill Street Blues, L.A. Law, The Fresh Prince of Bel-Air (als Lester), NYPD Blue, The West Wing en Judging Amy.
- Biblioteca Nacional de España: XX1490024
- Virtual International Authority File: 87219907
- WorldCat: E39PBJhxgDXbQJH4J8rhVrjXBP